# منخفض جوي

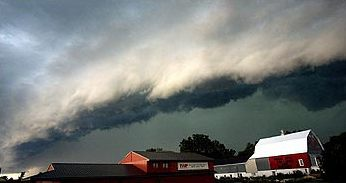
منخفض جوي

المنخفض الجوي هو منطقة مغلقة بخطوط ضغط متساوية حيث تكون أقل قيمة للضغط الجوي في المركز وتزداد كلما ابتعدنا عن المركز، اتجاه الرياح حول المنخفض الجوي عكس عقارب الساعة في نصف الكرة الشمالي والعكس في نصف الكرة الجنوبي. عادة يكون الطقس المصاحب للمنخفض الجوي ظهور الغيوم وحدوث الهطول بأشكاله المختلفة (يعتمد على الفترة الزمنية وعلى مصدر الكتلة الهوائية المصاحبة له ومسارها), اتجاه الرياح حول المنخفض الجوي في نصف الكرة الشمالي عكس عقارب الساعة والحرارة تعتمد على الكتلة الهوائية المصاحبة له فالرياح الجنوبية والجنوبية الغربية تؤدي إلى ارتفاع على درجات الحرارة. الرياح الغربية والشمالية الغربية وكذلك الشمالية تؤدي إلى حدوث انخفاض على درجات الحرارة.

## منخفض بارد
منخفض بارد هو عبارة عن منطقة ذات ضغط جوي مؤلفة من هواء بارد، ومن المحتمل أن يكون تشكل تلك المنخفضات ناتجاً عن الحركة الشاقولية القوية والتبريد الذاتي للهواء في المنخفضات الممتلئة على طول الحافات الساحلية للمحيط المتجمد الشمالي، ومثل تلك المنخفضات يكثر تشكلها فوق شمال شرقي أمريكا الشمالية، و سيبيريا الشمالية الشرقية، كما أن المنخفضات الجوية الباردة يمكن لأن تتشكل من جراء الية عملية القطع(التجزؤ) التي تصيب الحركة النطاقية للجريان الهوائي السريع (التيار النفاث أو المنطلق ) في الجزء العلوي من الغلاف الجوي المتغير (التروبوسفير) عندما يتحول ذلك الجريان النطاقي إلى جريان حجيري، حيث تحدث عملية القطع للحجيرات؛ فتتولد بذلك المنخفضات الجوية ذات الهواء البارد (كتلة باردة محوطة بهواء حار ).

## امتلاء بارد
امتلاء بارد يشير الامتلاء البارد إلى تجدد المنخفض الجوي الجبهي بعد امتلاءه، وهذا يحدث عندما يكون الهواء البارد الخلفي (خلف الجبهة الباردة) أشد برداً من الهواء البارد الامامي (أمام الجبهة الحارة) مما يؤدي إلى اندساس الهواء الأبرد تحت الهواء الأحر رافعاً إياه إلى أعلى مؤدياً إلى تجدد الاضطراب في الطقس.

## منخفضات القطع
منخفضات القطع أو كما تعرف أيضاً بمنخفضات التجزؤ، وهي نوع من المنخفضات الجوية البارد الديناميكية- التي تتألف من هواء بارد- المتشكلة في الجزء العلوي من طبقة التروبوسفير الذي تسوده حركة نطاقية للرياح عالية السرعة تتطور إلى حركة موجية فحجيرية.

## ضغط منخفض استوائي
الضغط المنخفض الاستوائي هو حزام من الضغط الاستوائي، يمتد على طول المنطقة الاستوائية باتساع يقارب من 20-25 درجة عرضية، ومحور هذا الضغط في حالة تنقل مستمر شمالاً وجنوباً مع حركة الشمس الظاهرية لارتباط هذا الضغط بالتسخين الحراري الإشعاعي، فهو ضغط منخفض حراري ناجم عن التسخين الشديد المستمر طوال السنة للمنطقة الاستوائية، يتولد عنه نشاط في التيارات الصاعدة، وتساعد وفرة الرطوبة الجوية على ازدياد انخفاض الضغط.

## منخفض حاجزي
المنخفض الحاجزي هو ذاك المنخفض الجوي -غير الجبهي- الناجم عن فعل التمدد خلف الحواجز الجبلية -أي في الجوانب المعاكسة لاتجاه الرياح (ظل الرياح)- كما هو الحال في تلك المنخفضات التي تتكون في فصل الشتاء إلى الجنوب من جبال الألب وجبال الأطلس عندما تقع تلك المناطق الجبلية تحت تأثير تدفق هوائي شمالي بارد.

## منخفض ثانوي
منخفض ثانوي عبارة عن منطقة ذات ضغط جوي منخفض محدودة المساحة والعمق تدخل ضمن التوزيعات العامة لمنخفض جوي رئيسي، ويكون المنخفض الجوي الثانوي داخلاً في البداية في دوران المنخفض الأصلي الرئيسي، ليتطور أخيراً هو نفسه إلى منخفض رئيسي.

## روابط خارجية
- منخفض جوي على موقع EncyclopediaOfSurfing.com (الإنجليزية)